# ZOOlenovela
ZOOlenovela (manchmal auch ZOOle novela geschrieben) war eine in Deutschland produzierte Unterhaltungssendung des in Köln ansässigen Fernsehsenders und Spartenkanals GIGA Digital, die ausschließlich Tiergehege, Tiere und das Gelände des Duisburger Zoos zeigte.

## Geschichte
Unter dem Motto: „animalisch anders !“ ging die Sendung an den Start. Die Erstausstrahlung erfolgte, nach der Neustrukturierung des Senders, am 30. September 2005 jeweils immer in der Zeit von 10:00 Uhr bis 12:00 Uhr. Die Sendung zeigte von Montag bis Sonntag, mittels verschiedener Kameraeinstellungen, die verschiedensten Tiergehege, Tiere und das Gelände des Duisburger Zoos. Unter anderem wurden auch Specials des Formats gesendet, so gab es beispielsweise auch ein ZOOlenovela X-Mas Special. Das Besondere an der Sendung war, dass sie nur aus Bildern bestand und keine Moderation beinhaltete. Lediglich eine musikalische Untermalung mit aktueller Chartmusik fand statt.
Durch weitere Programmoptimierungen bei GIGA wurde die Sendung nach einem Programmrelaunch vorerst aus dem Programm genommen. Seit Mitte Januar 2006 sendete GIGA anstelle von ZOOlenovela das Musikformat Yavido Clips. Fast ein Jahr später fand sich die Sendung ab dem 23. Oktober 2006 erneut bei GIGA im Programm wieder. Täglich auf dem Sendeplatz von 14:00 Uhr bis 15:00 Uhr wurden neue Folgen aus dem Duisburger Zoo gesendet. Es wurden sogar teilweise einzelne Episoden des Tages um Mitternacht wiederholt. Schlussendlich hielt auch diese Neuaufnahme ins Programm nicht lange an. Im Zuge der Einführung weiterer neuer Formate (ROFL TV und Spam deluxe), welche im Januar 2007 bei GIGA starteten, nahm der Sender die ZOOlenovela wieder aus dem Programm. Die Einstellung erfolgte am 8. Januar 2007.